# Урожайне (Пологівський район)
Урожа́йне — село в Україні, у Токмацькій міській громаді Пологівського району Запорізької області. Населення становить 464 осіб. До 2020 орган місцевого самоврядування — Остриківська сільська рада.
Село тимчасово окуповане російськими військами 24 лютого 2022 року в ході російсько-української війни.

## Географія
Село Урожайне знаходиться між річками Токмак і Бегим-Чокрак (4-5 км), на відстані 6 км від села Трудове. Поруч проходять автомобільна дорога Т 0813 та залізниця, станція Стульневе за 5 км.

## Історія
- 1958 — дата заснування. 
  - 12 червня 2020 року, відповідно до розпорядження Кабінету Міністрів України № 713-р «Про визначення адміністративних центрів та затвердження територій територіальних громад Запорізької області», увійшло до складу Токмацької міської громади[1].
  - 19 липня 2020 року, у результаті адміністративно-територіальної реформи та ліквідації Токмацького району, село увійшло до складу Пологівського району[2].

## Населення

### Мова
Розподіл населення за рідною мовою за даними перепису 2001 року:
| Мова            | Кількість | Відсоток |
| --------------- | --------- | -------- |
| українська      | 399       | 85.99%   |
| російська       | 63        | 13.57%   |
| болгарська      | 1         | 0.22%    |
| інші/не вказали | 1         | 0.22%    |
| Усього          | 463       | 100%     |